# Бірки (Кременецький район)

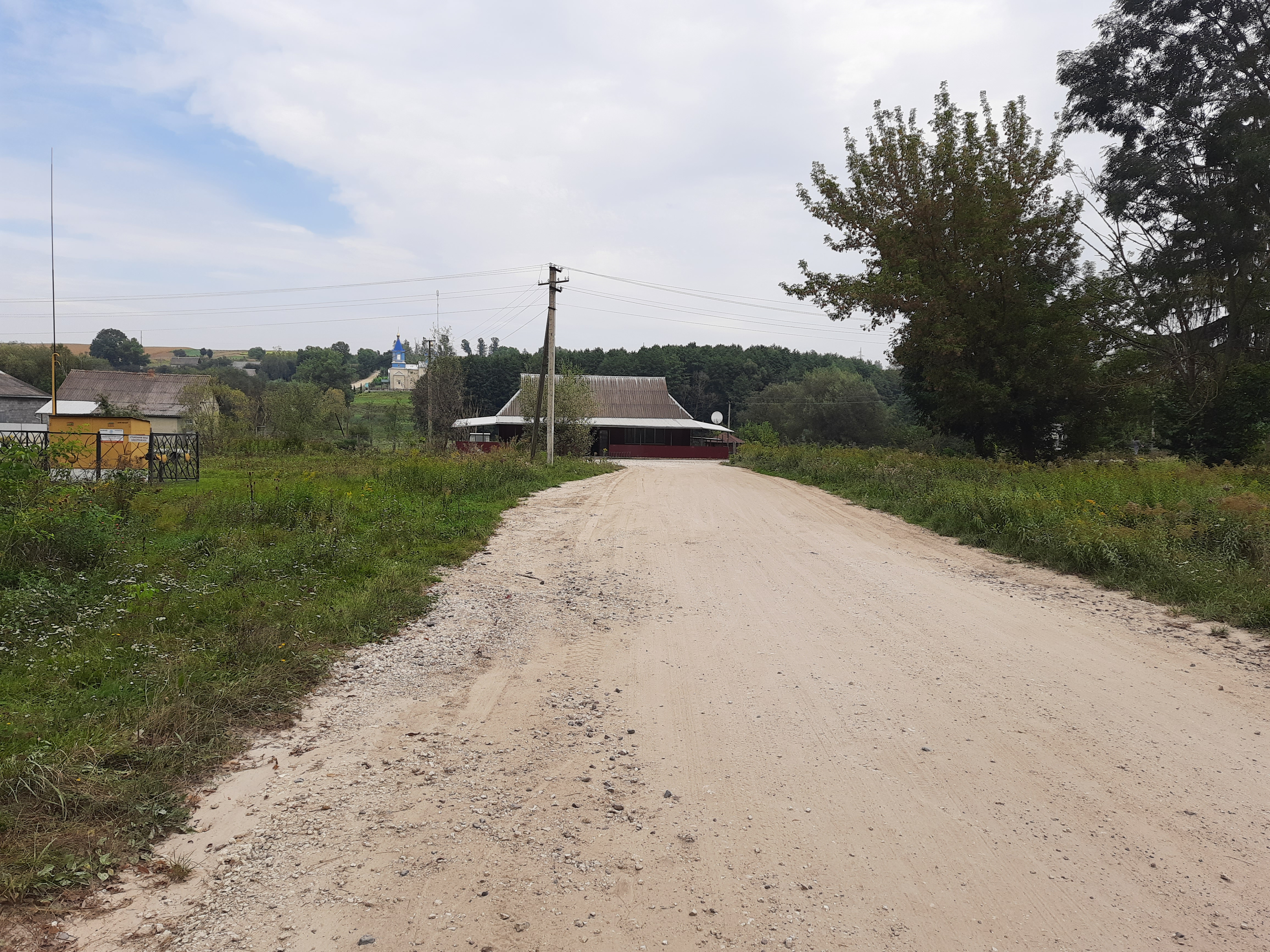
Сільська вулиця

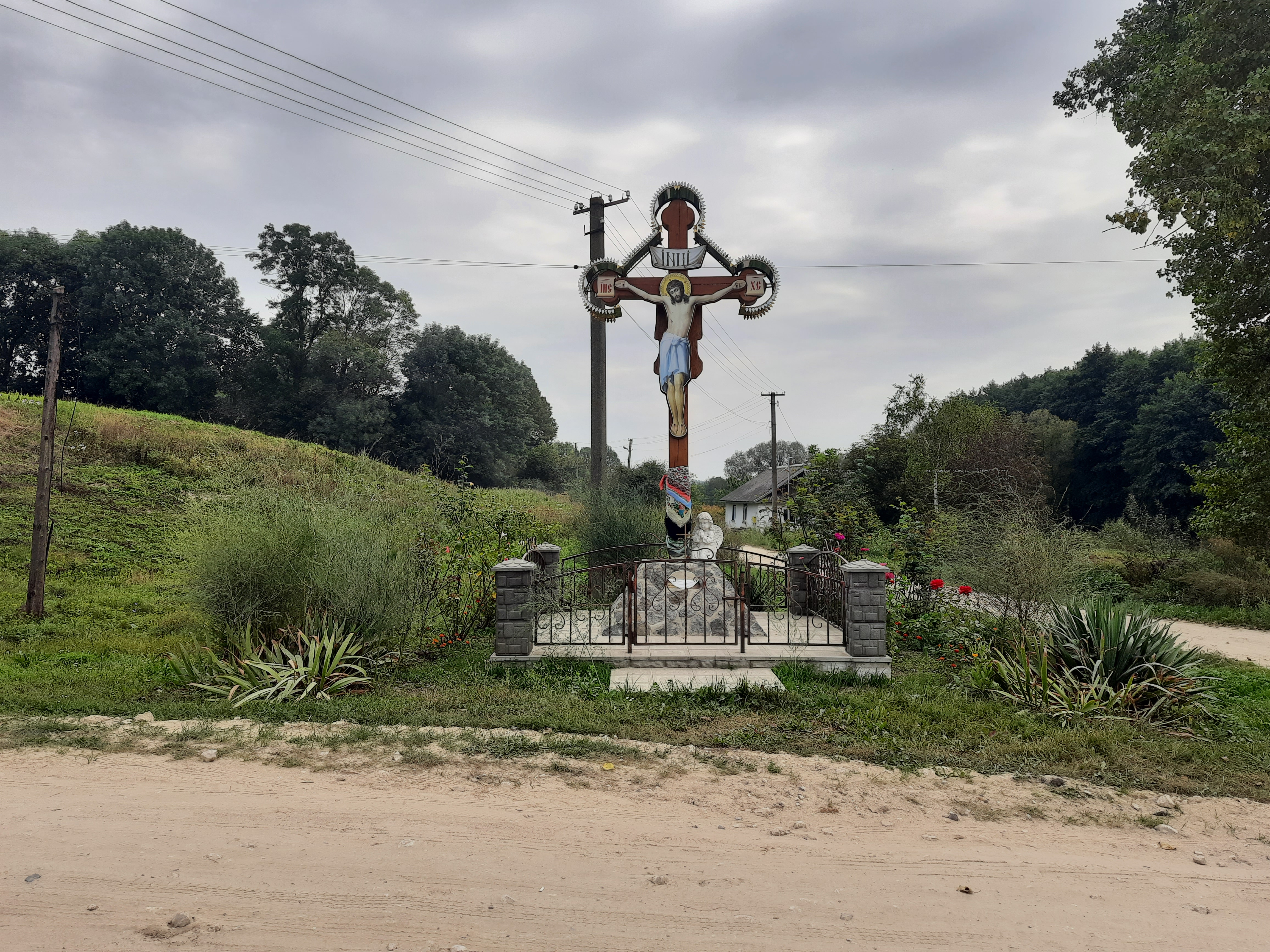
Пам'ятний хрест

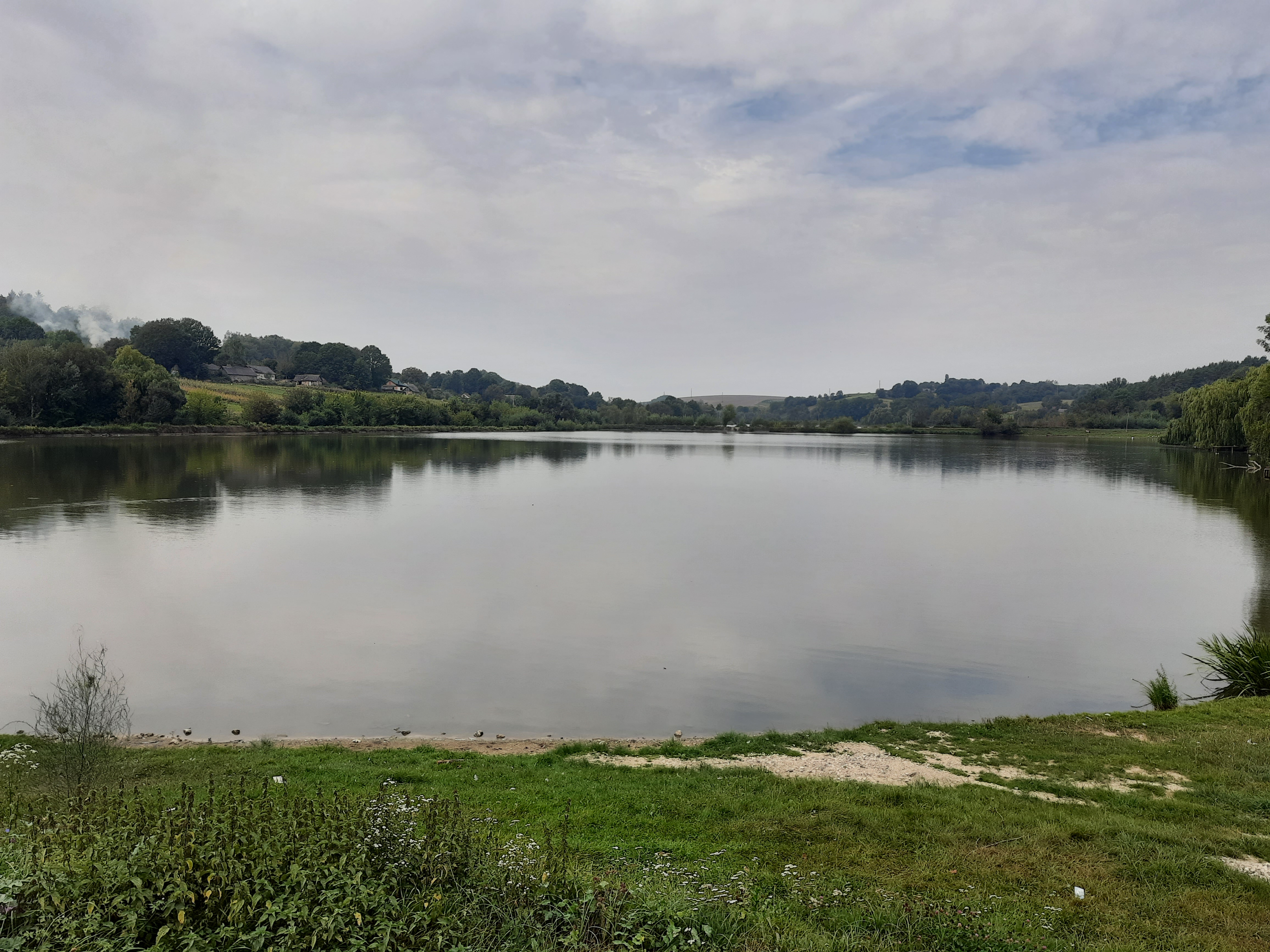
Став біля села

Бі́рки — село в Україні, у Шумській міській громаді Кременецького району Тернопільської області. Населення — 411 чоловік (2016).

## Географія
Село Бірки розташоване на річці Вілія.

## Історія
Поблизу Бірків виявлено археологічні пам'ятки трипільської та давньоруської культур. Підйомний матеріал (уламки кераміки. глиняна жіноча статуетка) з поселення трипільської культури, зібраний у 1930-х роках О. Цинкаловським, не зберігся.
Перша писемна згадка — перша половина  XVI століття.
Згідно з ревізією Кременецького замку, село належало Петру Товмачу, 1583 року князеві[джерело?] Підгорському, 1726 року М. Грушинському.
У 1779 році була побудована церква. Згадується в Бірках маєток М. Грушицького в акті від 4 лютого 1726 року.
Є відомості, що у 1871 році бірківській церкві належали 40 десятин землі у той час, як багато селян були безземельними, а частина селян мала наділи від 2 до 4 десятин. Безземельних селян у ті часи називали «огородниками».
За переписом 1911 року в Бірках діяли однокласна школа, горілчана крамниця, 2 водяних млини, кооператив.
Під час панування Польщі у 1920—1939 роках в селі залишився волосний центр. При волості було трикласне училище, яке відвідували діти Шумбару, Новоставу, Соснівки. Його було реорганізоване у семирічку, яка носила назву «Публічна школа». Наприкінці ХІХ століття село було центром волості і налічувало 105 дворів. 
На 1936 рік село входило до ґміни Дедеркали Кременецького повіту. 
Під час німецької окупації в селі діяло гетто.
До 1990 року з волі районних керівників назва села була знята з усіх адміністративних територіальних довідників. Саме ж село було приєднане до села Соснівка. 1990 року село Бірки було відновлене на мапі України.
На території Бірок є пам'ятні місця: хутір Дубина, Замчисько, Царська хата.
Хутір Дубина: у 1942 році хутір відносився до села Котлярівка. Колишні котлярівці стверджують, що село так назване на честь українського письменника Івана Котляревського. На цьому хуторі було близько ЗО дворів. Кожен господар мав по 8 десятин орної землі та лісу. Серед населення було багато поляків, жителів Рівненщини, чехів. Поляки були багатшими ніж усі, тому коли почалася війна багато господарств було знищено, а золото, яке вони тримали в схованках у своїх будинках, можливо, і досі лежить глибоко під землею. Тим хто залишився живим після війни, жилося дуже важко на хуторі. Тому прийдешня влада почала виділяти ділянки землі під забудови у селі Бірки, ближче до районного центру. Найдовше залишалися тут сім’ї одиноких людей, солдатських вдів, які не мали змоги  завести господарство на новому місці.
В селі Бірки є таке поле, яке називається Замчисько. Назва території походить від того, що в давнину на цьому місці стояв розкішний панський замок, який мав багато підземних ходів, котрі досі існують. Згодом маєток було зруйновано, а земля перейшла у власність селянам. Коли люди орали землю, на якій колись стояв замок, то провалювались під землю разом із кіньми. Згодом люди хотіли дізнатися куди ж ведуть ці підземні ходи, але це так нікому і не вдалося. Бо кожний пошук закінчувався нещасним випадком.
У селі є Царська хата від якої підземний хід веде до того місця, де колись був замок. Ця хата дійсно царського походження. Вона побудована на пагорбі села, у неї товсті стіни, невеличкі вікна, маленькі кімнати. Нині там проживає жителька села Бірки — Алла Поліщук із своєю родиною.
12 червня 2020 року, відповідно до розпорядження Кабінету Міністрів України № 724-р «Про визначення адміністративних центрів та затвердження територій територіальних громад Тернопільської області» увійшло до складу Шумської міської громади.
19 липня 2020 року, в результаті адміністративно-територіальної реформи та ліквідації Шумського району, село увійшло до складу Кременецького району.

## Релігія
- церква святого Архістратига Михаїла (1776, дерев'яна, ПЦУ).

## Населення
За переписом населення України 2001 року в селі мешкало 479 осіб. 100 % населення вказало своєю рідною мовою українську мову.

## Транспорт
Через село пролягає автошлях регіонального значення Р26.

## Соціальна сфера
Працюють загальноосвітня школа І—ІІ ступеня, бібліотека, крамниця, медпункт.

## Відома особа
У селі народився Володимир (Дідович) — епископ, педагог, краєзнавець, літератор, громадський діяч Олег Наливайко.